# Línea Midōsuji
La Línea Midōsuji (御堂筋線 Midōsuji-sen) es una línea del metro de Osaka. Este línea es la línea más utilizada en el metro de Osaka y la segunda línea del metro que fue inaugurada en Japón (después de la línea Ginza del metro de Tokio). Los nombres oficial de este línea son la Línea 1 de la Tranvía Eléctrico Rápido (高速電気軌道第1号線) y Línea 1 del Ferrocarril Rápido de la Ciudad de Osaka (大阪市高速鉄道第1号線).

## Historia
La línea Midosuji fue la primera línea del metro en Osaka. Este línea fue inaugurada en el 20 de mayo de 1933 entre las estaciones Umeda y Shinsaibashi. En el 30 de octubre de 1935, la línea fue extendida a la estación Namba; una extensión a la estación Tennoji fue inaugurada en 1938. Durante la Segunda Guerra Mundial, la construcción de este línea fue suspendida, pero un ramal a la estación Hanazonocho (de la estación Daikokucho) fue inaugurada en 1942 (hoy, este ramal es una sección de la línea Yotsubashi). Entre 1951 y 1952, la línea fue extendido a la estación Nishitanabe vía la estación Showacho (una extensión a la estación Abiko fue inaugurada en 1960).
En el 1 de septiembre de 1964, la extensión norte de la línea Midosuji fue inaugurada entre las estaciones Umeda y Shin-Osaka para acomodar la inauguración del servicio Shinkansen. La línea fue extendido a la estación Esaka en el 24 de febrero de 1970. Este misma día, la línea Kita-Osaka Kyuko fue inaugurada entre las estaciones Esaka y Senri-Chuo. La línea Midosuji fue realizado en el 18 de abril de 1987, cuando la línea fue extendido de la estación Abiko a la estación Nakamozu (que es en la ciudad de Sakai).

## Estaciones
| Código                                                                                | Estación                                                                              | Japonés                                                                               | Longitud (km)                                                                         | Transferencias | Ubicación                                                                             |
| ↑ Servicio recíproco a la estación Senri-Chuo a través de la línea Kita-Osaka Kyuko ↑ | ↑ Servicio recíproco a la estación Senri-Chuo a través de la línea Kita-Osaka Kyuko ↑ | ↑ Servicio recíproco a la estación Senri-Chuo a través de la línea Kita-Osaka Kyuko ↑ | ↑ Servicio recíproco a la estación Senri-Chuo a través de la línea Kita-Osaka Kyuko ↑ | ↑ Servicio recíproco a la estación Senri-Chuo a través de la línea Kita-Osaka Kyuko ↑ | ↑ Servicio recíproco a la estación Senri-Chuo a través de la línea Kita-Osaka Kyuko ↑ |
| ------------------------------------------------------------------------------------- | ------------------------------------------------------------------------------------- | ------------------------------------------------------------------------------------- | ------------------------------------------------------------------------------------- | --- | ------------------------------------------------------------------------------------- |
| M11                                                                                   | Esaka                                                                                 | 江坂                                                                                  | 0.0                                                                                   | Kita-Osaka Kyuko: Línea Namboku | Suita                                                                                 |
| M12                                                                                   | Higashi-Mikuni                                                                        | 東三国                                                                                | 2.0                                                                                   | | Yodogawa-ku, Osaka                                                                    |
| M13                                                                                   | Shin-Osaka                                                                            | 新大阪                                                                                | 2.9                                                                                   | - JR Central: - Tōkaidō Shinkansen - JR West: - Sanyō Shinkansen - Línea Tokaido - Línea Kyoto - Línea Osaka Higashi (2019) | Yodogawa-ku, Osaka                                                                    |
| M14                                                                                   | Nishinakajima-Minamigata                                                              | 西中島南方                                                                            | 3.6                                                                                   | Hankyu: Línea Kyoto (a la estación Minamikata) | Yodogawa-ku, Osaka                                                                    |
| M15                                                                                   | Nakatsu                                                                               | 中津                                                                                  | 5.4                                                                                   | | Kita-ku, Osaka                                                                        |
| M16                                                                                   | Umeda                                                                                 | 梅田                                                                                  | 6.4                                                                                   | - Línea Tanimachi - Higashi-Umeda (T20) - Línea Yotsubashi - Nishi-Umeda (Y11) - JR West (a la estación de Osaka): - Línea Tokaido - Línea Kyoto - Línea Kobe - Línea Takarazuka - Línea Circular de Osaka (a la estación de Osaka) - Línea Tozai (a Kitashinchi) - Hankyu (HK-01): - Línea Kobe - Línea Takarazuka - Línea Kyoto - Hanshin: Línea Hanshin (HS 01) | Kita-ku, Osaka                                                                        |
| M17                                                                                   | Yodoyabashi (Palacio Municipal de Osaka)                                              | 淀屋橋 （市役所前）                                                                   | 7.7                                                                                   | - Keihan: - Línea Keihan (KH01) - Línea Nakanoshima (a la estación Oebashi) | Chūō-ku, Osaka                                                                        |
| M18                                                                                   | Hommachi (Semba-nishi)                                                                | 本町 （船場西）                                                                       | 8.6                                                                                   | - Línea Chūō (C16) - Línea Yotsubashi (Y13) | Chūō-ku, Osaka                                                                        |
| M19                                                                                   | Shinsaibashi                                                                          | 心斎橋                                                                                | 9.6                                                                                   | - Línea Nagahori Tsurumi-ryokuchi (N15) - Línea Yotsubashi (a Yotsubashi (Y14)) | Chūō-ku, Osaka                                                                        |
| M20                                                                                   | Namba                                                                                 | 難波                                                                                  | 10.5                                                                                  | - Línea Sennichimae (S16) - Línea Yotsubashi (Y15) - Nankai (NK01): - Línea Nankai - Línea Koya - Kintetsu: Línea Namba (a Osaka Namba) - Hanshin: Línea Namba (a Osaka Namba) - JR West: Línea Yamatoji (a JR Namba) | Chūō-ku, Osaka                                                                        |
| M21                                                                                   | Daikokucho                                                                            | 大国町                                                                                | 11.7                                                                                  | Línea Yotsubashi (Y16) | Naniwa-ku, Osaka                                                                      |
| M22                                                                                   | Dobutusen-mae (Shinsekai)                                                             | 動物園前 （新世界）                                                                   | 12.9                                                                                  | - Línea Sakaisuji (K19) - JR West (a Shin-Imamiya): - Línea Circular de Osaka - Línea Yamatoji - Nankai (NK03: Shin-Imamiya): - Línea Nankai - Línea Koya - Línea Hankai (HN52: Minami-Kasumicho) | Nishinari-ku, Osaka                                                                   |
| M23                                                                                   | Tennoji                                                                               | 天王寺                                                                                | 13.9                                                                                  | - Línea Tanimachi (T27) - JR West: - Línea Yamatoji - Línea Circular de Osaka - Línea Hanwa - Kintetsu: Línea Minami-Osaka (F01: Abenobashi) - Hankai: Línea Uenachi | Abeno-ku, Osaka                                                                       |
| M24                                                                                   | Showacho                                                                              | 昭和町                                                                                | 15.7                                                                                  | | Abeno-ku, Osaka                                                                       |
| M25                                                                                   | Nishitanabe                                                                           | 西田辺                                                                                | 17.0                                                                                  | | Abeno-ku, Osaka                                                                       |
| M26                                                                                   | Nagai                                                                                 | 長居                                                                                  | 18.3                                                                                  | JR West: Línea Hanwa | Sumiyoshi-ku, Osaka                                                                   |
| M27                                                                                   | Abiko                                                                                 | 我孫子                                                                                | 19.5                                                                                  | | Sumiyoshi-ku, Osaka                                                                   |
| M28                                                                                   | Kitahanada                                                                            | 北花田                                                                                | 21.4                                                                                  | | Kita-ku, Sakai                                                                        |
| M29                                                                                   | Shin-Kanaoka                                                                          | 新金岡                                                                                | 23.0                                                                                  | | Kita-ku, Sakai                                                                        |
| M30                                                                                   | Nakamozu                                                                              | 中百舌鳥                                                                              | 24.5                                                                                  | - Línea Koya de Nankai (NK59) - Línea Semboku (SB01) | Kita-ku, Sakai                                                                        |